# Balázs Birkás
Balázs Birkás (12 de abril de 1996) es un deportista húngaro que compite en piragüismo en la modalidad de aguas tranquilas.
Ganó dos medallas de oro en el Campeonato Mundial de Piragüismo, en los años 2017 y 2018, y dos medallas en el Campeonato Europeo de Piragüismo, oro en 2017 y bronce en 2018. En los Juegos Europeos de Minsk 2019 obtuvo una medalla de plata en la prueba de K1 200 m.

## Palmarés internacional
| Campeonato Mundial | Campeonato Mundial          | Campeonato Mundial | Campeonato Mundial |
| Año                | Lugar                       | Medalla            | Competición        |
| ------------------ | --------------------------- | ------------------ | ------------------ |
| 2017               | Račice (República Checa)    | Medalla de oro     | K2 200 m           |
| 2018               | Montemor-o-Velho (Portugal) | Medalla de oro     | K2 200 m           |
| Juegos Europeos    |                             |                    |                    |
| Año                | Lugar                       | Medalla            | Competición        |
| 2019               | Minsk (Bielorrusia)         | Medalla de plata   | K1 200 m           |
| Campeonato Europeo |                             |                    |                    |
| Año                | Lugar                       | Medalla            | Competición        |
| 2017               | Plovdiv (Bulgaria)          | Medalla de oro     | K2 200 m           |
| 2018               | Belgrado (Serbia)           | Medalla de bronce  | K2 200 m           |